# اللجنة الخاصة المعنية بالممارسات الإسرائيلية
تم إنشاء اللجنة الخاصة للتحقيق في الممارسات الإسرائيلية التي تمس حقوق الإنسان للشعب الفلسطيني وغيره من السكان العرب في الأراضي المحتلة والتي تسمى أيضًا اللجنة الخاصة المعنية بالممارسات الإسرائيلية، بموجب قرار الجمعية العامة للأمم المتحدة رقم 2443 (XXIII) المؤرخ 19 كانون الأول/ديسمبر 1968 من أجل رصد «احترام وتنفيذ حقوق الإنسان في الأراضي المحتلة». وتتألف اللجنة من ممثلين عن ثلاث دول أعضاء يعينهم رئيس الجمعية العامة. في يونيو 2019، تألفت اللجنة من ماليزيا والسنغال وسريلانكا.
تم إنشاء اللجنة الخاصة للتحقيق في المستوطنات الإسرائيلية في الأراضي العربية المحتلة. وهي تعدّ سنويًا مشاريع قرارات ووثائق أخرى للجمعية العامة. وتقدم تقاريرها إلى الجمعية العامة من خلال اللجنة الرابعة حول المسائل المتعلقة بالمستوطنات الإسرائيلية وقابلية تطبيق اتفاقية جنيف الرابعة وحق العودة للفلسطينيين. نُشر آخر تقرير بتاريخ 24 يونيو/حزيران 2019. يتم تجديد ولاية اللجنة الخاصة سنويًا، على سبيل المثال القرار 2727 بتاريخ 15 ديسمبر 1970. والقرار 2851 بتاريخ 20 ديسمبر 1971.
وقد رفضت إسرائيل السماح للجنة الخاصة بدخول الأراضي المحتلة ورفضت المشاركة في تحقيقاتها.

## التقارير
| تاريخ      | عدد        | لقب                                                                                              |
| ---------- | ---------- | ------------------------------------------------------------------------------------------------ |
| 24/10/1988 | A / 43/694 | تقرير اللجنة الخاصة للتحقيق في الممارسات الإسرائيلية التي تمس حقوق الإنسان لسكان الأراضي المحتلة |
| 13/07/1989 | A / 44/352 | تقرير اللجنة الخاصة للتحقيق في الممارسات الإسرائيلية التي تمس حقوق الإنسان لسكان الأراضي المحتلة |
| 12/10/1989 | A / 44/599 | تقرير اللجنة الخاصة للتحقيق في الممارسات الإسرائيلية التي تمس حقوق الإنسان لسكان الأراضي المحتلة |
| 14/11/2017 | A / 72/448 | تقرير اللجنة الخاصة للتحقيق في الممارسات الإسرائيلية التي تمس حقوق الإنسان لسكان الأراضي المحتلة |

## روابط خارجية
- الجمعية العامة للأمم المتحدة، القرار 42/160. تقرير اللجنة الخاصة للتحقيق في الممارسات الإسرائيلية التي تمس حقوق الإنسان لسكان الأراضي المحتلة. 8 كانون الأول 1987 [doc.nr. A / RES / 42/160 (AG)].
- الجمعية العامة للأمم المتحدة، القرار 44/48. تقرير اللجنة الخاصة للتحقيق في الممارسات الإسرائيلية التي تمس حقوق الإنسان لسكان الأراضي المحتلة. 8 ديسمبر 1989 [doc.nr. A / RES / 44/48 (AG)]